# Brahmanisme
Het brahmanisme was een vedische religie waaruit de eerste vormen van hindoeïsme zijn ontstaan. Een van de pijlers van het brahmanisme is het systeem van varna's waarin brahmanen de dominante klasse zijn. Het is dan ook meer een sociopolitiek systeem dan een religie, wat onder meer blijkt uit het vermogen om goden uit andere religies te absorberen, zoals Krishna en Shiva.:24 Het brahmanisme vloeit voort uit het idee dat de brahmanen niets verschuldigd zijn aan de samenleving, maar dat die samenleving juist alles aan de brahmanen te danken heeft.:245 Een andere pijler is het offer (yajna) en de daarmee gepaard gaande shrauta-rituelen. Meer dan het vedisme waar het uit voortkwam en waar de nadruk lag op lofzangen voor de deva's of goden, is het dan ook een offerreligie. Met het ontstaan van het neobrahmanisme verschoof de nadruk naar concepten als Atman die Brahman is, karma, samsara (de cyclus van dood en wedergeboorte) en moksha (de bevrijding daarvan), maar offers bleven een rol spelen in het dagelijkse leven en zouden dat ook in het hindoeïsme doen, de religie die als synthese met andere religies en culten uit het brahmanisme evolueerde.
De brahmanisering, de succesvolle verspreiding van het brahmanisme buiten het oorspronkelijke kerngebied is opmerkelijk, aangezien het brahmanisme geen missionaire beweging is en bekering niet mogelijk is, alleen via geboorte kan iemand brahmaan worden.:4, 408 Dit succes is waarschijnlijk te danken aan de definitiemacht die zij hadden als de geleerde klasse, waardoor zij een imago wisten te creëren dat navolging vond. Deze vorm van acculturatie ging overigens ook gepaard met de aanpassing van het brahmanisme zelf, waarbij goden als Shiva en Vishnu werden geabsorbeerd door het brahmanisme.
Religieus exclusivisme, het idee dat slechts een enkele religie waar is, is een belangrijk onderdeel van religies als het christendom. Dit heeft als model gediend bij de beschrijving van veel Aziatische bewegingen die dit exclusivisme niet of nauwelijks kenden. Hoewel deze bewegingen ook wel tegenover elkaar stonden, stonden zij veel meer naast elkaar en beïnvloedden zij elkaar in sterke mate. Veelal pas in hun beschrijving door westerse geleerden werden ze onderscheiden als ismes en in isolatie behandeld. Een goed begrip ontstaat echter pas door de wisselwerking van deze bewegingen te beschouwen. Wel moet daarbij in ogenschouw genomen worden dat het brahmanisme de wisselwerking en aanpassing altijd negeerde en ontkende dat het in het verleden anders was geweest.:113 Daarmee kon het wel een exclusivisme pretenderen.

## Vedisme
Het brahmansime ontstond uit het vedisme, een religie gebaseerd op een geloof in de macht van de arya en hun goden. Het vedisme komt naar voren in de Rigveda dat verhaalt over veehoudende semi-nomadische pastorale stammen. Belangrijke goden waren Agni, Indra en Varuna. Mensen waren nog ondergeschikt aan de goden, die dan ook werden uitgenodigd om deel te nemen aan uitgebreide rituelen als het soma-ritueel waar dichters hen prezen met traditionele hymnen.:5
De Bharata domineerden uiteindelijk de andere stammen uit de Rigveda en zouden daarna oostelijker richting de Yamuna zijn getrokken. Aan het einde van de Rigveda komen de Kuru's uit heilige land Kurukshetra in beeld. Zij zouden de 50 stammen verenigen tot een enkele superstam.:262-264

## Brahmanisme

### Mantra-periode, Kuru-reformatie
De periode volgend op de Rigveda is die van de mantra's van de Atharvaveda, de Yajoerveda en enkele van de oudere Brahmana's. Het vedisch Sanskriet van deze mantra-periode wijkt af van dat van de eerdere Rigveda-periode.
De periode wordt gekenmerkt door de vestiging van het Kuru-rijk. Om hun dominantie zeker te stellen, zouden onder de mogelijk historische Parikshit en zijn opvolger Janamejaya bestaande rituelen, posities van priesters (ritvij) en teksten opnieuw zijn ingedeeld en gerangschikt. Dit zou een politieke strategie zijn om de stammen verenigd te houden onder de Kuru's.

#### Varna's
Daartoe werd de samenleving hervormd door de instelling van een sociale stratificatie in vier verschillende klassen of varna's. Niet-arya's werden daarin opgenomen als shudra, die evenwel uitgesloten waren van de rituelen. Dit werd wel gelegitimeerd op basis van in mandala 10, hymne 90, de Purusha sukta, uit de Rigveda. Hierin wordt Purusha beschreven als een van de scheppende krachten. In vers 12 wordt verhaald hoe deze in verschillende stukken wordt gehakt, de brahmán (mond), rājanya (armen), vaiśya (dijen) en śūdra (voeten). Dit is wel uitgelegd als het ontstaan van de vier varna's, waarbij zijn mond de priester (brahmana) werd, zijn armen de krijger (kshatriya), de dijen het volk (vaishya) en de voeten de dienaren (shudra). Deze uitleg wordt om meerdere redenen betwist. Allereerst wijkt de stijl af van alle andere hymnen, wat er op zou kunnen duiden dat deze later is toegevoegd. Daarnaast is het de enige plek in de Rigveda waar shudra wordt genoemd, waarmee er vier en niet drie klassen zou bestaan. Ook wordt varṇa in de Rigveda nog niet gebruikt om een sociale klasse aan te duiden, maar refereert het aan kleur, voorkomen en vooral vorm. Ook de benamingen van de vier lichaamsdelen hadden nog niet de latere betekenis. Zo werd de eerste aanzet gegeven tot het Indische kastenstelsel. De Yajoerveda-Samhita laat al zien dat de brahmanen en de kshatriya's steeds meer een front vormden tegen de vish, de vaishya's, shudra's en dasa om hen te exploiteren, zoals de brahmanen zelf schreven. Voor het belangrijke vak van wagenmaker (rathakara) en voor prominente niet-arya's (nishada) werd wel een uitzondering gemaakt.

#### Shrauta-rituelen
Terwijl de niet-arya's op deze manier werden geneutraliseerd, hielden de Kuru-koningen hun mede-raja's en -kshatriya's bezig met gecompliceerde shrauta-rituelen. Er was een hiërarchie van rituelen en zo konden ook de andere varna's hun rituelen uitvoeren. Aangezien deze praxis deels ten koste ging van de achterliggende religie, is wel gesuggereerd dat er meer sprake was van orthopraxie dan van orthodoxie.:260 Er werd zoveel mogelijk teruggegrepen op de oude rituelen uit de rigvedische tijd om de nieuwe rituelen te legitimeren, een vroege vorm van sanskritisering.
Net als in de rigvedische tijd waren de rituelen gericht op het verkrijgen van vee, zonen en toegang tot de hemel (dyu). De rivier Sarasvati zou de belichaming zijn van de godin Sarasvati. Kurukshetra werd het gebied waar zelfs de goden offerden (devayajana). De grootste offers waren de agnicayana dat twaalf dagen duurde en  ashvamedha, het paardenoffer. Dit laatste ritueel was na de vroege vedische tijd aangepast, waarbij het offerpaard werd losgelaten, waarna het gebied waar het doorheen liep door de stam geclaimd moest worden. Als dit al aan een andere stam behoorde, moest deze worden onderworpen. Pas nadat al het land daadwerkelijk geconfisqueerd was, vond het offer zelf plaats. Hieruit blijkt dat in deze periode het bezit van land een rol ging spelen nadat de seminomadische stammen steeds meer een sedentair bestaan volgden. Mensenoffers (purushamedha) werden ook genoemd, maar het is niet zeker of deze ooit werkelijk zijn uitgevoerd.

Waar de andere werken er vooral voor de priesters waren, weerspiegelde de inhoud van de Atharvaveda het meest de zorgen van het gewone volk met spreuken om welvaart, kinderen en gezondheid te verwerven.:210

#### Canonisering
Deze kunstmatige archaïsering werd ook toegepast op de oude teksten. Aanvankelijk had elke stam (jana) eigen hymnen en mantra's, maar tijdens de Kuru-reformatie werden deze bijeengebracht in een verzameling (samhita). Veelal waren de teksten van een stam geheim en waarschijnlijk was er dan ook overreding nodig om de teksten te delen. Het resulteerde in een gecompliceerd systeem waarbij voorafgaand aan het reciteren van een hymne de auteur genoemd moet worden. Waar de brahmanen ten tijde van de Rigveda nog fungeerden als auteurs, lagen de verhalen vanaf dan min of meer vast.
Hoe dit proces verlopen is, is onduidelijk, omdat er een gat zit tussen de Rigveda en de Maitrayani-Samhita en Katha-Samhita, de vroegste werken van de Yajoerveda. Wel is duidelijk dat gedurende deze periode het aantal priesters van zeven afnam naar vier. Elke priester droeg bij offers, wat de uiteindelijke reden is dat de andere drie Veda's ontstonden. Zo werd de Rigveda voorgedragen door de hotar of roeper, de Samaveda door de udgatar of zanger, de Yajoerveda door de adhvaryu of celebrant en de Atharvaveda door de brahman of opperpriester. Omdat de rituelen de macht van de goden in toom hield, nam ook het belang van de priesters toe. Omdat de rituelen de macht van de goden in toom hield, nam ook het belang van de priesters toe. Aan het begin van deze mantra-periode waren de hotri van de oude Rigveda nog de meest prominente priester, maar gaandeweg verloren zijn hun dominante positie aan de adhvaryu van de Yajoerveda. Vanwege de onderlinge concurrentie deden de hotri aanpassingen in de Rigveda om bij te blijven. Mandala 9 bevat dan ook samans en mandala 10 atharva-achtige hymnen.:266-268

### Brahmana-periode

#### Kuru-Panchala
De Kuru's gingen een verbond aan met de Panchala uit het oostelijker gelegen middenland Madhyadesha, wat met Kurukshetra het belangrijkste gebied werd en zo de eerste staat werd van de vedische tijd.:24
Hoewel het een verbond was, bleef er de nodige rivaliteit. Polygamie maakte een huwelijkspolitiek mogelijk waarbij veel belangrijke families met elkaar verbonden werden. De rivaliteit kwam ook naar voren in debatten (brahmodya) over de heilige kennis. Zaken als veediefstal en andere rooftochten werden in toom gehouden met de nieuwe rituelen. Naast de oude overgangsrituelen uit de rigvedische tijd werden er grootse koninklijke rituelen gehouden.
Madhyadesha nam de centrale rol over nadat de Salva Kurukshetra binnenvielen. De Panchala-koning Keshin Dalbhya zou de diksha-initiatie hebben ingevoerd.
Gedurende de brahmanische en aranyaka-periode nam het belang van offers verder toe. In de Brahmana's kwam de theologie achter de offers tot volledige ontwikkeling en verminderde de angst voor de goden, aangezien deze door yajna's in toom gehouden kunnen worden. In de Rigveda was de schepping nog teweeg gebracht door het offeren van de oermens Purusha. In de Brahmana's was Prajapati de scheppergod, de personificatie van Brahma, en tegelijk het offer zelf en degene uit wiens offer de schepping plaatsvindt. Offers waren ook essentieel voor de goden die daarmee in de hemel terecht konden komen en onsterfelijkheid (amrita) verkregen. In hun strijd met de demonen (asura) hadden de goden gewonnen door hun kennis van de offers. Hierna wilden de goden verhinderen dat mensen kennis verkregen van mantra's en offerrites en hen zo konden volgen naar de hemel. De zieners (rishi's) wisten deze kennis echter te doorgronden en deelden deze in de Veda's. Zo werden offers een manier voor de mens om onsterfelijkheid te verkrijgen en om de goden te imiteren en zo de goddelijke werelden (loka's) te verkrijgen.:37-38

#### Videha
De oostelijker gelegen gebieden Koshala en Videha werden waarschijnlijk bevolkt door Indo-Arische stammen die onder druk van de Bharata en Kuru al eerder naar het oosten waren getrokken. Hier ontwikkelde de witte Yajoerveda zich en werd niet aan vuuroffers gedaan. Ze werden in het westen dan ook als buitenstaanders gezien en brahmanen werden geacht niet naar deze gebieden te trekken. Net als de Kuru's eerder, wisten de Videha zichzelf door sanskritisering een betere positie te geven en inheemse volken werden voorouders gegeven uit de tijd van de Rigveda.
Zo kon Janaka brahmanen uit het westen uitnodigen in Videha voor brahmodya's en om de orthopraxie uit het westen te introduceren. Dit was niet de shankha van het nabijgelegen Panchala, maar die uit het westelijkere Kuru, de vijanden van hun vijanden (prati-pratirajan). De ijver om de shrauta-rituelen goed uit te voeren en de werken volledig over te nemen, maakten van de Shatapatha-Brahmana de meest complete Brahmana. Zo werd het oosten het belangrijkste centrum van de vedische cultuur. De grote hoeveelheid werken van verschillende shakha's die vanuit andere gebieden werden gehaald, conflicteerden nogal eens met elkaar. Dit bracht een behoefte aan opnieuw een canonisering met zich mee en het was in deze periode dat het begrip shruti voor het eerst gebruikt werd voor werken die geen auteur hadden (apaurusheya, letterlijk: niet door een purusha), wat vooral de Veda's betrof. Ook werden vanaf dan rishi's toegewezen aan specifieke Veda's. Waarschijnlijk werden vanaf deze tijd dan ook werken aangeduid als smriti, de wel door mensen gecomponeerde werken.:295-297, 303-305, 309-316, 329-331

## Neobrahmanisme
Aan het einde van de vedische tijd vond de tweede verstedelijking plaats, wat gepaard ging met verdergaande stratificatie. Rond deze tijd werden stamgebieden (janapada's) samengevoegd tot kleine staatjes (mahajanapada's). Deze overgang naar een steeds meer sedentaire maatschappij met toenemende specialisatie en grotere ongelijkheid had in andere samenlevingen religies gestimuleerd die een rechtvaardigheid boden voor het lijden in het hiernamaals. Op het platteland voldeden de riten en magie van de Veda's veelal, maar in de steden lijkt dat niet meer het geval te zijn geweest. 

### Individualisering
Nieuwe begrippen leken beter in staat om overweg te kunnen met deze veranderingen. Het concept van karma, het idee dat iemands daden gevolgen hebben, niet alleen voor het huidige leven, maar ook in volgende levens, impliceert een eigen verantwoordelijkheid voor het eigen lot en stimuleert daarmee individualisering. Het gaf ook een mate van autonomie die in het dagelijks leven steeds minder aanwezig was. Die autonomie had dan wel betrekking op een volgend leven, maar aan deze cyclus van wedergeboortes (samsara) kon ontsnapt worden (moksha). Deze in de Veda's onbekende ideeën waren mogelijk afkomstig uit een inheemse traditie uit Groter Magadha, een gebied waar de arya steeds meer contact mee kregen. De taal die de inwoners daar spraken, het Magadhi, was weliswaar net als de vedische taal een Middel-Indo-Arische taal, maar de bevolking was al in een eerdere golf naar dit gebied gemigreerd.
Aangezien inactiviteit gezien werd als een voorwaarde om moksha te bereiken, ontstonden er veel ascetische bewegingen die zich in meer of mindere mate terugtrokken uit de maatschappij. De interactie tussen het brahmanisme en deze concepten waren de grondslag voor onder meer het boeddhisme, jaïnisme en het ajivikisme. De nieuwe concepten wekten ook weerstand op, zoals bij charvaka dat dit alles afwees.

### Non-theïsme
Binnen het brahmansime was ascese al vanaf de vroegste tijden een bekend gegeven en de brahmanen die dit beoefenden, werden wel shramana genoemd. Het betrof echter een beperkte groep en het merendeel van de brahmanen was gezinshoofd (grihastha) en bracht offers (yajna). Conservatieve brahmanen konden zich dan ook niet vinden in de opkomst van steeds meer ascetische bewegingen, ook aangezien de hiermee gepaard gaande individualisering de positie van de brahmanen kon verzwakken. Een deel van de brahmanen wees de nieuwe concepten dan ook af, zoals Shabara ten tijde van de vroege mimamsa-school. In dat proces ging het godsbegrip echter ook verloren. Aangezien het godsbewijs volgens Shabara ontbrak, waren de oude vedische goden als Indra, Agni en Varuna slechts van betekenis omdat ze genoemd worden in de mantra's. De goden zijn in deze non-theïstische school dan ook ondergeschikt aan het ritueel.

### De-individualisering
In Groter Magadha hadden de brahmanen geen dominante positie, maar deelden zij deze met de andere bewegingen, ook aan het hof van koningen. Zo beïnvloedden de diverse bewegingen elkaar en ontstond een nieuw brahmanisme of neobrahmanisme. Daarin was er net als in het boeddhisme een rol weggelegd voor de wereldverzaker (samnyasin) in wat het ashrama-systeem zou worden.
Individualisering was echter ook voor deze lichting van brahmanen een probleem, maar in plaats van hier tegenin te gaan, vond de samkhya-school van Kapila, die uit Groter Magadha zou stammen, een andere manier om dit te neutraliseren. Deze school maakt onderscheid tussen het stoffelijke actieve prakrti – niet alleen de stoffelijke wereld, maar ook het denken, voelen en handelen – en het geestelijke passieve purusha – het diepere inactieve zelf. Het idee dat het innerlijke zelf inactief is, deed beseffen dat moksha ook tijdens het leven te bereiken is, wat later bekend werd als jivanmukti. Aangezien purusha gescheiden is van alle gedachten en handelen, kan dan zelfs gestreefd worden naar moksha zonder zich terug te trekken uit de maatschappij. Zo ontstond er ruimte voor de woudkluizenaar (vanaprastha) die zich weliswaar afzonderde, maar nog wel offers bracht. Deze interpretatie werd nog verder doorgevoerd en in de Bhagavad Gita is het Zelf van Arjoena losgekoppeld van zijn lichaam en geest en kan hij als kshatriya nog steeds moksha nastreven. Zijn handelen wordt bepaald door de guna's die bij zijn varna horen. Met deze interpretatie wisten de brahmanen de tendens van individualisering die karma impliceert om te buigen in een legitimatie van een statische maatschappij, een samenleving zonder sociale mobiliteit tussen de varna's en daarmee de-individualisering te bevorderen.:241-254 De culturele identiteit van de brahmanen kende in deze periode dus een grote mate van aanpassing en was niet onveranderlijk of primordiaal zoals nogal eens wordt gesuggereerd.:1-27

### AtmanenBrahman
|                  | Vroege Veda's                       | Upanishads              |
| ---------------- | ----------------------------------- | ----------------------- |
| Teksten          | Veda's met Brahmana's en Aranyaka's | Upanishads              |
| Geloof           | Vele goden                          | Brahman                 |
| Focus            | Deze wereld                         | Spirituele wereld       |
| Primaire waarden | Deugd, succes en plezier            | Verlossing (moksha)     |
| Nadruk op        | Gemeenschap                         | Individuele zoekende    |
| Belangrijk       | Rituelen                            | Kennis                  |
| Belangrijk       | Gebed                               | Meditatie (yoga)        |
| Samsara          | Niet genoemd                        | Fundamenteel probleem   |
| Karma            | Niet belangrijk                     | Essentieel              |
| Bestaan          | Nadruk op pluralisme                | Nadruk op non-dualisme  |
| Bestaan          | Leven is een strijd                 | Geweldloosheid (ahimsa) |
| Zelf             | Dit lichaam en deze geest           | De Atman die Brahman is |
| Goddelijkheid    | Delen in goddelijkheid              | Goddelijk zijn          |
| Universele orde  | Rtam                                | Dharma en karma         |
| Astika-school    | Mimamsa                             | Vedanta                 |

Gedurende deze periode ontwikkelden zich de begrippen Brahman en Atman tot belangrijke concepten. In de lange geschiedenis is atman in de Indische filosofie geen statisch begrip geweest, maar heeft het zich ontwikkeld in verschillende richtingen. Het wordt voor het eerst genoemd in de Brahmana's en Aranyaka's van de Rigveda. Het kreeg met Brahman een centrale rol in de latere Upanishads. Het begrip Brahman had zich ontwikkeld tot het onpersoonlijke Absolute waaruit alles ontstaat, niet gebonden aan tijd (kala), ruimte (desa) en causaliteit (nimitta), dit in tegenstelling tot de goden. Atman had zich ondertussen ontwikkeld tot het diepste zelf. Waar deze ontwikkeling al eerder was begonnen, werd in de Upanishads de conclusie getrokken dat beiden een waren. Elke persoon heeft wel een eigen vorm, maar heeft dezelfde essentie. De echte overkoepelende werkelijkheid is Brahman die zich in personen als Atman manifesteert. De centrale rol blijkt uit de Mundaka Upanishad, waarin de vier Veda's neer worden gezet als apara, de lagere vorm van de twee wijsheden tegenover para, de hogere wijsheid. De Upanishads verwierpen de Veda's niet zoals de niet-orthodoxe scholen zouden doen, maar plaatsen deze wel op een duidelijk lager plan dan de wijsheid van het weten van Atman en Brahman.

### Magadha
Magadha was ten tijde van de opkomst van het jaïnisme en boeddhisme een opkomende macht en zowel boeddhistische als jaïnische geschriften beschrijven koning Bimbisara en diens zoon Ajatasattu als aanhanger van hun religie. Waarschijnlijker is het dat de koningen van de mahajanapada's vertegenwoordigers van meerdere bewegingen aan hun hof lieten komen voor uiteenlopende doeleinden als staatkunde en spiritualiteit.:408 De brahmanen hadden daarbij het voordeel dat zij meer gericht waren op praktische zaken, zoals de latere Chanakya met zijn Arthashastra over staatkunde.
Voor de brahmanen was het aantreden van koningen die deze nieuwe bewegingen niet aanhingen ook niet altijd goed nieuws. Zo werd Mahapadma Nanda vernietiger van de kshatriya's genoemd, aangezien hij als laaggeplaatste shudra veel kshatriya-koningen van omringende staatjes wist te onderwerpen. Zijn regering werd dan ook wel voorgesteld als het aanbreken van de kali yuga en de Nandadynastie werd door brahmanen ongeschikt geacht voor de troon.

### Introspectie
Meer naar het noordwesten, in het oorsprongsgebied van de Rigveda, werden tijdens de Indische campagne van Alexander de Grote veel brahmanen gedood, maar Alexander bleef maar korte tijd. Het omverwerpen van de Nandadynastie door Chandragupta Maurya zal door de brahmanen niet betreurd zijn, maar zijn kleinzoon Ashoka bekeerde zich tot het boeddhisme. Dit zal de invloed van de brahmanen hebben doen afnemen, al noemen de edicten van Ashoka de brahmanen als te respecteren groep. De daarna afnemende macht van de Mauryadynastie betekende niet overal een verbetering van de positie van de brahmanen. In het noordwesten vielen de Yona (Grieken) binnen, gevolgd door de Saken. Uit onder meer de Yuga Purana en de Mahabharata blijkt dat komst van deze Indo-Grieken en Indo-Scythen de brahmanen de nodige onheil bracht, zodat deze tijd wel als het einde van de kali yuga werd gezien. Mogelijk verdwenen de brahmanen zelfs uit dit gebied om pas na de zesde eeuw terug te keren. Het deel van de brahmanen dat hierdoor het meest beïnvloed werd, kreeg het idee dat de eindtijd genaderd was en het resultaat hiervan was dat dit deel van het brahmanisme zich meer naar binnen richtte.
Brahmansime werd een ideologie voor en door brahmanen. Wat volgde was dan ook een reeks van literatuur die de verwachte leefwijze van de brahmanen beschreef, waaronder de grihyasoetra's met daarin de taken van het gezinshoofd, de shrautasoetra's met daarin instructies rond de rituelen en ook de vedanga's, de ondersteunende literatuur die ontstond met de codificatie van de Veda's. De dharmasoetra's en later dharmashastra's waarin de te volgen dharma beschreven werd, zijn hierop een uitzondering, aangezien deze zich ook op de dharma van de andere varna's richten, de varnadharma. Ook de werken over staatkunde en de epische Mahabharata en Ramayana richten zich op een breder publiek.
In toenemende mate werd de toegang tot de brahmaanse varna afgesloten voor buitenstaanders. Volgens de dharmashastra mochten alleen de eerste drie varna's deelnemen aan de inwijdingsrite upanayana en daarmee tweemaal-geborene (dvija) worden. Het concept van tweemaal-geborene ontwikkelde zich ook pas rond deze tijd. De upanayana is een van de belangrijkste overgangsriten of samskara. Andere belangrijke rites zijn de  garbhadhana (conceptie), jatakarma (geboorte),  vivaha (huwelijk) en antyesti (uitvaart).
De dharma-literatuur stelde ook eisen aan de te volgen levensstijlen of -fases, de ashrama. Deze bestaat uit vier hoofdgroepen, de celibate leerling (brahmacarin), het gezinshoofd (grihastha), de woudkluizenaar (vanaprastha) en de wereldverzaker (samnyasin) of soms religieuze bedelaar (bhiksu). Samen met varna vormt dit de hoeksteen van dharma. Dit geheel samengevat is varnasramadharma en is zo belangrijk dat dit wel wordt gezien als bijna het equivalent van hindoeïsme. Daarbij moet wel in ogenschouw genomen worden dat de dharma-literatuur normatieve teksten en geen beschrijvende teksten zijn en daarmee eerder de gewenste dan de werkelijke situatie beschrijven. Uit de overgeleverde teksten blijkt wel dat deze onderling verschillen van mening. Uit wat er wordt voorgeschreven en vooral verboden, blijkt dat gepoogd werd om te gaan met een praktijk die afweek van de theorie. Zo zijn er regels verbonden aan trouwen buiten de eigen varna, het overgaan tot een andere varna en het verliezen van de varna (outcaste). De omstandigheden van de auteurs zullen van invloed zijn geweest op de tolerantie voor inter-varna-huwelijken (varnasamkara). Zo hebben brahmanen die zonder vrouw migreerden naar niet-brahmaanse gebieden zo mogelijk gezocht naar een rechtvaardiging om toch te kunnen trouwen. Brahmanen die zich rond het hof van koningen bevonden, waren waarschijnlijk eerder genegen om huwelijken met kshattriya's toe te staan. Andersom zijn er ook binnen de groep van brahmanen beperkingen. Zo trouwen Gauda-brahmanen en Dravida-brahmanen niet met elkaar.

Aangezien de praktijk weerbarstiger was dan de theorie, konden de werkelijke verhoudingen onvoldoende beschreven worden met de varna's. In de dharmasoetra's worden dan ook de jati's beschreven, bevolkingsgroepen op basis van beroep, religie en woongebied. Meer dan de varna's werd dit de basis van het Indische kastenstelsel. In de dharmasoetra's wordt het ontstaan van de jati's verklaard als het gevolg van inter-varna-huwelijken (varnasamkara). De Manusmriti noemt de nodige jati's die op die manier zouden zijn ontstaan.:113-120
De brahmanen vormden zo in eerste instantie steeds geslotener gemeenschappen die hen onwelgevallige zaken negeerden of ontkenden. Zo wordt in verschillende dharmasoetra's gewaarschuwd tegen de slechte invloed van de stad en wordt brahmanen geadviseerd daar weg te blijven. De ideale verblijfplaats werd de ashram. Dit waren geen kloosters, brahmanen konden al hun taken zoals het brengen van de vijf grote offers (mahayajna) en het inlossen van de drievoudige schuld als gezinshoofd uitvoeren.
De vedische offerreligie vormde zich echter om, waarbij het offer en het verkrijgen van zonen niet meer de voornaamste weg naar verlossing waren. Onder de Maurya's werden geen grote offerrituelen meer gehouden zoals de agnicayana en met het ontbreken van een vermogende yajamana als patroon werden de rituelen eenvoudiger. Zo kon het dagelijkse vuuroffer, de agnihotra, worden uitgevoerd zonder priester of met alleen een adhvaryu, de priester van de Yajoerveda. De verschuiving naar eenvoudiger rituelen was al eerder ingezet, zoals in de Aitareya-Brahmana (6.8), waarin wordt beschreven hoe de medha zich telkens na het offeren verplaatst, eerst van mens naar paard, dan naar de os, dan het schaap en via de geit uiteindelijk naar de aarde. Al deze dieren zijn daarom ongeschikt om te eten. De medha bleef het langst in de geit, zodat dit het meest geschikte dier zou zijn om te offeren. In de aarde veranderde de medha in rijst, zodat het offer purodasa wordt, rijstkoek. In de latere Vadhula-Soetra wordt verhaald over hoe deze vijf dieren vroeger geofferd werden, maar dat deze nu vervangen moeten worden door dieren gemaakt uit rijst en gerst.
Zo speelde het gezinshoofd een steeds belangrijkere rol met de rituelen uit de grihyasoetra's. Brahmanen boden nieuwe diensten aan als familiepriester of als priester bij heilige plaatsen, zoals heilige rivieren en tempels. Tempels met moerti's (afgodsbeelden) ontstonden pas relatief laat in het brahmanisme, vanaf het begin van de christelijke jaartelling, en brahmanen die hun diensten aanbieden in tempels staan dan ook in laag aanzien. De pancharatrins werden mede daardoor zelfs niet als brahmanen beschouwd. Waarschijnlijk hebben tempels en moerti's dan ook een niet-brahmaanse oorsprong. Sinds de Mahabharata speelde tirtha of bedevaart een belangrijke rol, maar het duurde geruime tijd voordat dit zijn weg vond in de dharmashastra. Het hoogst in de rangorde van brahmanen stonden brahmanen die voor hun levensonderhoud niet afhankelijk waren van inkomsten die ze verdienen met het uitvoeren van rituelen. Veelal bezaten zij land en besteden zij hun tijd aan studie. Een manier om land te verkrijgen, was de agrahara, een gift van een koning of andere hoogwaardigheidsbekleder. Dat het land op deze manier verkregen was, werd echter veelal stil gehouden.:132-136
Die transformatie was ook terug te vinden in de doelen van het leven. In de vroege Veda's waren dit er nog drie. De trivarga bestond uit dharma (gerechtigheid), artha (welstand) en kama (plezier). Daar kwam nu de moksha (bevrijding) bij, wat het totaal aantal doelen vier maakten, de caturvarga of purushartha. Deze komen als geheel voor het eerst naar voren in de dharmashastra's en de epossen.

### Griekse en boeddhistische invloed
Alexander de Grote verbleef maar voor korte tijd en zijn invloed was dan ook beperkt in Indos. In 185 v.Chr. viel echter de Mauryadynastie en werd de Shungadynastie gevestigd door Pusyamitra Shunga. Pusyamitra herstelde brahmaanse rituelen en zou de boeddhisten hebben onderdrukt, al werden onder de Shungadynastie boeddhistische tempels ook uitgebreid, zodat deze onderdrukking mogelijk is overdreven in boeddhistische geschriften. In het noordwesten wist de Shungadynastie Kasjmir te behouden, maar ging Gandhara verloren aan de Indo-Grieken.
In Gandhara ontwikkelde zich het sarvastivada-boeddhisme en zo kwam dit in contact met de hellenistische wereld. Dat resulteerde er niet zozeer in dat het boeddhisme Griekse filosofieën overnam, maar de manier van debatteren lijkt daardoor wel te zijn geëvolueerd. Debatten werden al lange tijd daarvoor gevoerd, maar onder Griekse invloed lijkt rationaliteit hier zijn intrede te hebben gedaan, wat onder meer blijkt uit Milindapanha, een overgeleverde discussie tussen de boeddhistische Nagasena en koning Menander I. Na het verdwijnen van de Grieken bleven de filosofische debatten onderdeel van de hofcultuur. Regelmatig was het de koning die oordeelde wie het debat had gewonnen en zo werden ook het jaïnisme en brahmanisme gestimuleerd om debatten rationeel te benaderen. Hoewel kritisch denken geen natuurlijke houding was binnen het brahmanisme, stimuleerde deze opzet de deelnemers om hun eigen standpunt te verfijnen en verder te ontwikkelen, zodat kritiek beter gepareerd kon worden.:182-186, 256-271
Een debat (vada) kan worden gevoerd in de vorm van een adhikarana die is opgebouwd uit:
- visaya, onderwerp
- samdeha, twijfel
- purvapaksha, standpunt van de opponent
- uttarapaksha, eigen standpunt
- siddhanta, uiteindelijke conclusie waarmee de aanvankelijke twijfel is opgelost

Zuidelijker werd de Mauryadynastie gevolgd door de Satavahanadynastie. Deze beriep zich op brahmaanse status en liet ook brahmaanse rituelen uitvoeren. Lokale invloeden werkten echter door, gezien de koninklijke neef-nichthuwelijken die onder arya's uit den boze waren, maar in het Dravidische verwantschapssysteem juist de voorkeur hadden. Afgezien van de statusverhogende brahmaanse status bleek uit landuitgiftes aan zowel brahmaanse als boeddhistische gemeenschappen dat de dynastie net als de Maurya's open stond voor verschillende bewegingen.

### Darsana's
Het brahmanisme ontwikkelde mede vanuit deze debattraditie verschillende filosofische scholen (darsana's), waarbij sarvastivada vooral van belang lijkt te zijn geweest bij de vorming van de vaisheshika-school, maar uiteindelijk vormden zich zo zes scholen, de nyaya-, vaisheshika-, samkhya-, yoga-, mimamsa en vedanta-scholen, waarbij ook geput werd uit de rijke vedische canon van symbolisme, filosofie, theologie en kosmologie, inclusief het behoud van de proto-vedische goden, maar ook met toevoeging van niet-vedische goden, zoals Shiva.
Mimamsa en vedanta baseerden zich net als smriti vooral op de shruti en worden dan ook wel de smarta-scholen genoemd. Hoewel de andere scholen wel stellen schatplichtig te zijn aan de Veda's, baseerden deze zich vooral op logica, rationaliteit en causaliteit (heku) en worden dan ook wel de haituka-scholen genoemd.

### Inclusivisme
De opkomst van het jaïnisme en boeddhisme is wel beschreven als een reactie op het brahmanisme, zelfs als de strijd tussen slang en mangoest. Dit shramanisme zou een afwijzing zijn van de Veda's, de vedische rituelen, de bevoorrechte positie van de brahmanen en de dominante positie van het gezinshoofd. In de shramanistische gemeenschappen zou de nadruk er juist op liggen dat alle leden gelijke status hadden ongeacht hun afkomst en dat ieder lid de religie uitoefende zonder tussenkomst van een priester. Waarschijnlijker is er echter een eeuwenlange kruisbestuiving geweest tussen de diverse scholen waarin ook het neobrahmanisme zich vormde. De tegenstellingen waren, ondanks de debatten, veelal minder groot dan de bovenstaande dichotomie suggereert. Zo kwam Gautama Boeddha uit een lijn van kshatriya's en verwierp hij niet zozeer de varna's, als wel de positie van de brahmanen daarin.
In zijn concept van inclusivisme stelde Paul Hacker dat in India de polemiek veelal niet rechtstreeks werd gevoerd tegen het tegengestelde wereldbeeld, maar dat de belangrijke delen daarvan werden erkend. Deze flexibiliteit is in het Westen wel geïnterpreteerd als tolerantie, maar het maakte dat het eigen wereldbeeld prevaleerde, aangezien het tegengestelde wereldbeeld zo ondergeschikt kon worden gemaakt. Zo hoefde het brahmanisme de ideeën uit Magadha waar het mee in aanraking kwam niet te ontkennen, maar kon deze absorberen.:27-33
Dit inclusivisme kwam ook naar voren bij het absorberen van niet-brahmaanse goden als Shiva en Krishna, waarbij de laatste zelfs de hoofdpersoon werd van de Mahabharata en de Bhagavata Purana, de epossen waarin de brahmanen verheerlijkt werden. Die absorptie van nieuwe goden vloeide voort uit de hernieuwde expansie die het brahmanisme doormaakte na de moeilijke periode waarin het in zichzelf was gekeerd.
Dat betekende niet dat er nooit sprake was van polarisatie. In de Edicten van Asoka werd met de samenstelling śramaṇa-brāhmaṇa nog verwezen naar de klasse van geestelijken aangeduid die giften mogen ontvangen, vergelijkbaar met dergelijke verwijzingen in de Pali-canon. De brahmaan Patanjali gebruikte ongeveer een eeuw later śramaṇa-brāhmaṇa echter als voorbeeld van een tegengestelde samenstelling zoals Panini die definieerde.:11-16

### Expansie
In ieder geval vanaf het begin van de jaartelling begon het bestaan van opeenvolgende tijdperken, de yuga's, een rol te spelen. Elk tijdperk kende zijn eigen yugadharma en ook de ashrama's waren afhankelijk van de yuga. Volgens de Manusmriti en de Linga Purana was er in de satya yuga of krita yuga, het eerste en meest perfecte tijdperk, nog geen onderscheid tussen de mensen en er was dan ook maar een varna en een ashrama. Aan het begin van het tweede tijdperk, de treta yuga, zouden volgens de Matsya Purana, de Brahma Purana en de Kurma Purana de vier varna's en ashrama's zijn geschapen. In het vierde tijdperk, kali yuga, stellen enkele werken dat niet alle varna's nog aanwezig zijn. Zo zouden er geen echte kshatriya's meer zijn. De Matsya Purana stelt dat er nog slechts shudra's zijn.
Hoewel Vima Kadphises aan het einde van de eerste eeuw ook een indringer van buiten was en zijn heerschappij mogelijk streng, bracht zijn Kushanrijk twee eeuwen van stabiliteit in het noorden van India. Naarmate de verwachte eindtijd langer uitbleef werd het dan ook problematisch om vol te houden dat het einde van de kali yuga was aangebroken. De Manusmriti stelde eerder nog dat de kali yuga 1000 jaar duurde, wat inclusief de dageraad (saṃdhyā) en schemering (saṃdhyāṃśa) neer zou komen op 1200 jaar. Latere werken stellen dat dit goddelijke jaren zijn en dat deze met 360  vermenigvuldigd moeten worden om menselijke jaren te krijgen. De eigen tijd werd niet meer als het einde van de kali yuga beschouwd, maar gewoon als een periode binnen de kali yuga van 432.000 jaar.
Tijdens de introspectieve periode hadden de brahmanen een beeld van zichzelf gecreëerd als superieur ten opzichte van de andere varna's. Al in de Veda's werd gesteld dat brahmanen goden waren en dat komt ook naar voren andere brahmaanse werken zoals de Mahabharata. In de dertiende parva van dit epos, de Anushasanaparva, bereikt deze arrogantie een hoogtepunt:
As a result of contempt for Brahmins, the demons live in water. Through the grace of Brahmins, the gods reside in heaven. [Just as] it is impossible to touch ether, or move the Himalaya, or restrain the Ganges by means of a dam, [so] the Brahmins are invincible in the world. The earth cannot be ruled in opposition to the Brahmins. The noble Brahmins are gods even to the gods themselves. 13.35.19–21:224
Daarnaast beweerden de brahmanen dat hun ideeëngoed onveranderlijk was en eeuwig. Het had geen begin en was altijd al zo geweest. Vanaf in ieder geval Katyayana bestond de gedachte dat ook Sanskriet eeuwigdurend was, evenals dat de Veda's geen menselijke auteur zouden hebben en dan ook werden aangeduid als shruti (wat wordt gehoord). Vooral de mimamsa-school stond dit voor en aangezien de Veda's daarmee geen begin konden hebben, konden deze ook niet verwijzen naar historische gebeurtenissen. Delen die deze lijken te suggereren, werden dan ook opnieuw geïnterpreteerd.
Hoewel brahmanen in werkelijkheid veelal een minder dominante rol speelden, versterkten de uitgevonden tradities niet alleen de ingebeelde gemeenschap, maar beïnvloedde het zelfbeeld en de levensstijl van de brahmanen ook de publieke perceptie. Het maakte dat andere groepen hierbij aansluiting zochten en deze levenswijze gingen navolgen, een imitatio brahmanae of sanskritisering. Een bijzonder voorbeeld daarvan zijn de Sakaldwipiya die als mleccha uit Perzië veracht zouden worden. Deze magi wisten echter toe te treden tot de brahmaanse orde door het verhaal te verspreiden dat zij afkomstig waren uit het verafgelegen mythische Shakdvipa.:121-132
De brahmanen begaven zich niet graag buiten de pure gebieden van aryavarta. Desondanks wist hun invloed uiteindelijk een groot deel van Zuid- en Zuidoost-Azië te bereiken. Over hoe dit zover is gekomen, is weinig bekend. Uit boeddhistische geschriften blijkt wel dat brahmanen zich soms buiten hun eigen gebied vestigden in een brahmanagama of brahmadeyya, waarbij de laatste een gift van een koning was. Het lijkt erop dat een brahmanagama een volledig uit brahmanen bestaand dorp was, zodat zij zich niet met de lokale bevolking hoefden te mengen. Stichtingsmythes zoals die van de in de Shatapatha-Brahmana genoemde trek van Videgha Mathava naar Videha zullen de migratie vergemakkelijkt hebben.
Het lijkt erop dat brahmanen regelmatig uitgenodigd werden door koningen van buiten de aryavarta waarbij zelfs land als agrahara werd geschonken. De achterliggende redenen daarvoor zijn onbekend, maar mogelijk speelde hun reputatie daarbij een rol en werkte daarin de kracht van het verhaal door, zoals dat van de grote epossen. Brahmanen konden niet alleen rituelen uitvoeren voor aardse en spirituele zaken, maar konden ook dienen als adviseurs op het gebied van onder meer staatkunde. Een voordeel daarbij was dat brahmanen normaal gesproken geen aanspraak maken op wereldlijke macht.
De invloed van het brahmanisme kwam zo ook tot voorbij Zuid-Azië zelf en zette de indianisering van Zuidoost-Azië in gang.

## Bhakti-synthese

### Kushana's
De Kushana's heersten over een cultureel en religieus heterogeen rijk dat op het hoogtepunt strekte van Centraal-Azië en Perzië tot in Gandhara en Mathura in India en het was dan ook een vruchtbare tijd van culturele en religieuze ontwikkeling. De Kushana's ontbreken echter in de brahmaanse literatuur, zodat de aanwijzingen vooral vanuit de archeologie komen. Numismatiek, beeldhouwkunst en epigrafie suggereren dan ook een syncretisme waarbij goden als Shiva en Kartikeya (ook bekend als onder meer Skanda, Kumara en Mahasena) naast Iraanse en Griekse goden werden ingezet door de Kushana's om hun status te verhogen. In Mathura verschenen onder de Kushana's dan ook beelden van boeddhistische en jaïnische tradities en culten als het shaivisme, godinverering en de verering van Vasudeva-Krishna.
Deze goden pasten in hun oorspronkelijke gedaante veelal niet in het brahmaanse wereldbeeld, wat dan ook verschillende reacties tot gevolg had bij de brahmanen. Een deel wees deze goden af, terwijl anderen ze brahmaniseerden. Dit laatste vond vooral plaats in de Mahabharata en de Purana's. De Mahabharata noemt zichzelf niet alleen itihasa (geschiedenis), maar ook de vijfde Veda, een vaker gebruikte manier om autoriteit te verkrijgen, en stelt zichzelf daarbij zelfs boven de andere Veda's. De Mahabharata opent in de Adiparva dan ook met mythes en yajna-rituelen uit de Veda's en vormt vanuit deze autoriteit lokale culten om naar een voor de brahmanen acceptabele vorm. De Mahabharata markeert dan ook een keerpunt in de brahmaanse cultuur doordat het bhakti absorbeert en legitimeert.:73:10-17 Naast de integratie van de bhakti-elementen met de neobrahmanistische concepten als Atman, was de Mahabharat ook een restauratie van oude vedische elementen, zoals de Bharata-oorlog die mogelijk gebaseerd was op de Slag van de Tien Koningen uit de Rigveda.
Bhakti was de devotie voor een persoonlijke god, maar ook voor wezens als de naga's, nagi's, yaksha's en yakshi's. Dit was niet beperkt tot het platteland, grote beelden van yaksha's stonden al in Maurya-steden. Een voorbeeld van de inpassing van deze goden in het brahmaanse wereldbeeld is Skanda uit een cultus in Mathura, daar oorspronkelijk verbonden met graha's (kindergrijpers) en matri's. Van hem wordt in de Mahabharata aanvankelijk een negatief beeld geschetst, tot hij in Aranyakaparva (3.216.14-15) Indra, in de Rigveda nog een van de belangrijkste goden, verslaat. De wanorde die dit tot gevolg heeft, wordt door de rishi's hersteld, een verhaal dat de macht van de brahmanen bevestigt. Nadat Skanda zo in status is gestegen, wordt hij geassocieerd met een reeks andere niet-brahmaanse goden die zo gebrahmaniseerd worden. Ook Devasena, die de gemalin van Skanda wordt, treft dit lot en smelt samen met andere godinnen. Overigens is het oorspronkelijke verhaal van de Mahabharata ook mogelijk gebrahmaniseerd.

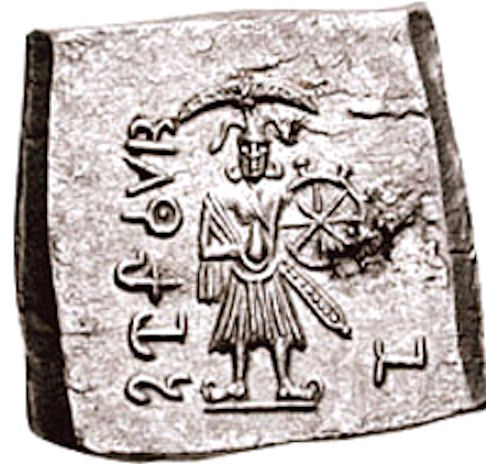
Vasudeva-Krishna die een shankha (schelp) en chakra (wiel) vasthoudt op een munt van Agathocles van Bactrië uit 190-180 v.Chr., gevonden in Ai-Khanoum

Zo evolueerden ook de legendarische Vrishnihelden, mogelijk historische koningen van de Vrishni, waaronder Vasudeva. De Vrishni vormden daarna een verbond met de Yadava's die Krishna als held vereerden, waarna deze samen als Vasudeva-Krishna vereerd werden door de bhagavata in het krishnaïsme. Hiervan zijn de kleine vierarmige beeltenissen teruggevonden die later geassocieerd zouden worden met Vishnu.

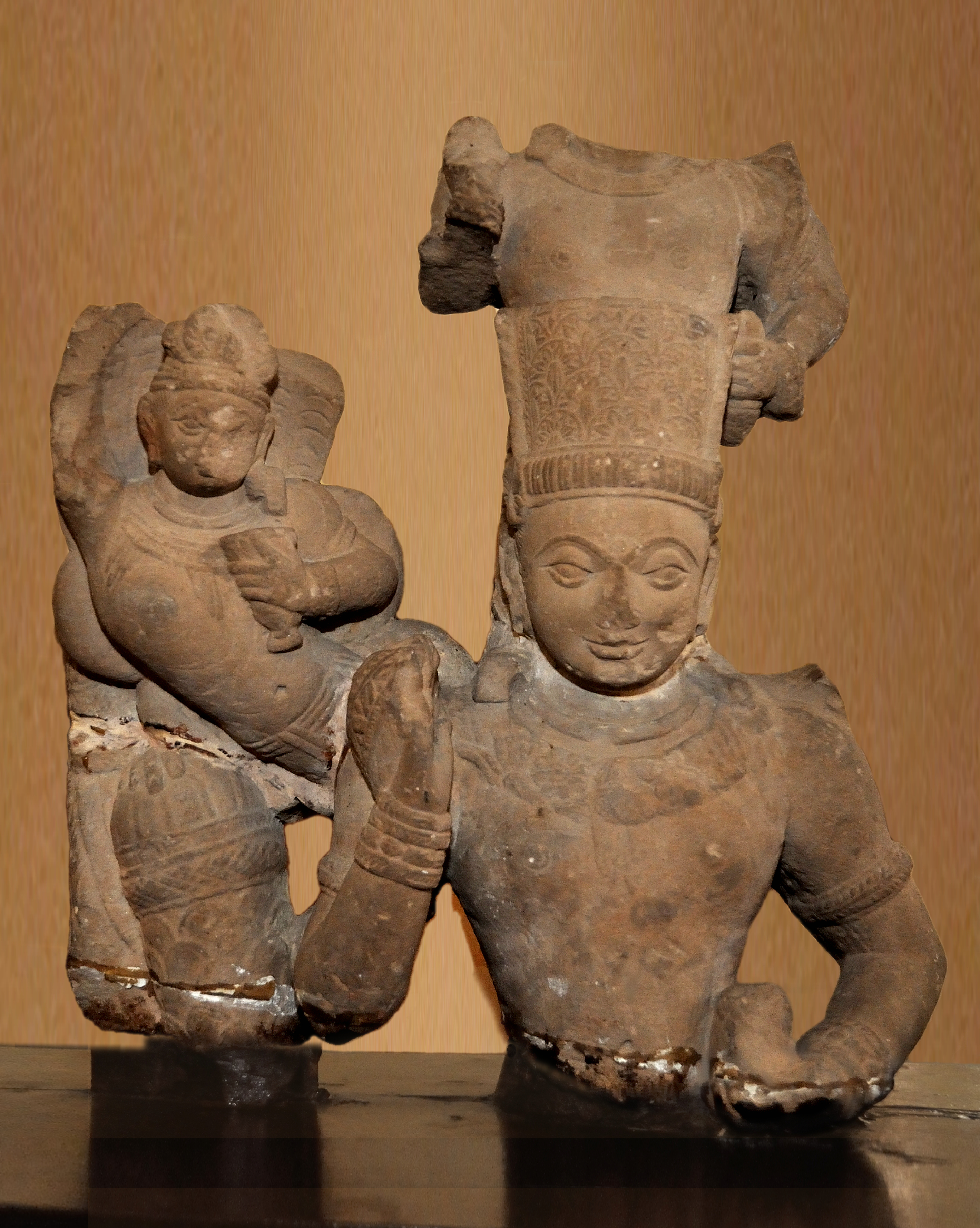
De caturvyuha

Een aan het einde van de Kushanaperiode gedateerde caturvyuha beeldt vier emanaties uit (vyuha) en markeert het ontstaan van de pancharatra-beweging uit de bhagavata-traditie. In de Mahabharata wordt ook Narayana samengevoegd met Vasudeva-Krishna.
Dit alles betekende na de opkomst van de onpersoonlijk absolute Brahman uit de Upanishads de terugkeer van de persoonlijke goden (ishta-devata), al waren dit veelal niet die uit de Rigveda. De devotie van persoonlijke goden ging gepaard met puja (eerbetoon) en veronderstelde een ondergeschikte positie van de mens, waar die bij de yajna nog op gelijke hoogte met de goden stond. Ondanks de brahmanisering werd dit devotisme dan ook niet door alle brahmanen geaccepteerd. Met hun sterke nadruk op de Veda's was er vooral bij de smarta-scholen de nodige weerstand tegen bhakti. Mimamsa wees deze zelfs helemaal af en bij vedanta was het van ondergeschikt belang tot er na Shankara een devotionalisering werd ingezet. Waarschijnlijk als reactie op de shramana-beweging ontwikkelden de haituka-scholen het idee van paden die naar moksha leiden. Het klassieke yoga van Patanjali, het raja-yoga zoals beschreven in de Yogasoetra's, zette de ashtanga of acht ledematen uit als pad naar de bevrijding en zo werden pad (marga) en yoga verwisselbare begrippen. Invloedrijk bij de vorming van deze paden was de samkhya-school die een kaart van het universum schetste van prakrti en purusha. In de Bhagavad Gita werd later onderscheid gemaakt tussen het pad van de kennis (jnana, jnana-yoga), het pad van die actie (karma, karma-yoga) en het pad van de devotie (bhakti, bhakti-yoga). Afgezien van samkhya zelf, waar de noodzaak tot een godsbegrip was verdwenen, stonden deze scholen dan ook meer open voor de devotionele bewegingen.

### Gupta's
In de derde eeuw begon de macht van de Kushana's af te nemen. In India maakten de Gupta's daar in de vierde eeuw gebruik van en zij wisten uiteindelijk onder Samudragupta voor het eerst sinds de Maurya's het noorden van India te overheersen. Het betekende dat voor het eerst sinds lange tijd een dynastie aan de macht was die het brahmanisme gunstig gezind was. Voorgaande heersers stonden open voor vrijwel alle culten en dat gold ook voor de Gupta's, maar zij wierpen zich specifiek op als patroon van het brahmanisme. Dat blijkt wel uit de ashvamedha die Samudragupta uit liet voeren.
Onder de Gupta's groeide het belang van Vishnu en worden andere goden steeds meer met hem geassocieerd in wat uit zou groeien tot het vaishnavisme. Zo is Krishna in het vaishnavisme niet zoals in het krishnaïsme de hoogste godheid, maar een avatar van Vishnu. Onder de Gupta's verschoof bij Krishna de aandacht naar diens jongere jaren als koeherder en zijn er meer afbeeldingen van het kind Krishna.
Mogelijk bereikte de Mahabharata in deze periode een volwassen vorm en was het de centrale macht van de Gupta's die hun versie succesvol maakte. Onduidelijk is in hoeverre deze Gupta-versie afwijkt van het archetype, de tekst die de gemeenschappelijke voorouder zou moeten zijn van alle latere edities, en daarmee een later hyparchetype zou zijn.
De samensmelting en brahmanisering van goden wordt wel gekenmerkt als de brahmaanse synthese, de hindoesynthese, de orthodoxe synthese of de bhakti-synthese. Dit was de aanzet tot wat het hindoeïsme zou worden.
In Bengalen en Assam in het oosten en Andhra in het zuiden was er minder invloed van het brahmanisme en arya's in het algemeen. Sjamanisme en andere magisch-religieuze bewegingen hadden hier meer invloed, evenals de verering van de Godin en dit speelde een belangrijke rol bij de opkomst van tantra. Centraal daarbij stond de vrouwelijk energie (shakti) met de Godin als personificatie. Met spirituele oefeningen (sadhana) moest de eenheid van onder meer prakrti en purusha, mannelijk en vrouwelijk, zuiver en onzuiver en kennis en handeling ervaren worden. Dualisme werd dan ook gezien als een kunstmatig concept en tantra richtte zich sterk op het menselijk lichaam om bevrijding te bereiken. Initiatie (diksha) ging gepaard met geheime rituelen, zodat deze alleen met behulp van een goeroe bereikt kon worden. Magische krachten (siddhi) werden opgeroepen met hathayoga en kundalini-yoga. Hoewel tantra zich beriep op de Veda's als autoriteit, verzette vooral de linkshandige vamachara zich tegen dualistische aspecten van het brahmanisme als hiërarchie, zuiverheid en de status van de man. Daarmee ging het ook in tegen de bhakti-verering van mannelijke goden. Hoewel de initiatie geheime elementen kende, was deze open voor iedereen, wat tantra aantrekkelijk maakte voor iedereen die geen dvija was. Hoewel het zich tegen elementen van het brahmanisme en de bhakti-beweging richtte, beïnvloedde tantra deze ook en zou het hindoeïsme in belangrijke mate vormen.

## Sektarisch hindoeïsme
Na het uiteenvallen van het Gupta-rijk en met uitzondering van de periode onder Harsha was India verdeeld in kleinere rijken. Een regionalisatie van bewegingen was het gevolg en waar de Mahabharata nog een universele visie uitdroeg, kenden veel Purana's regionale en particularistische tendensen met soms een sterke voorkeur voor een enkele godheid. Veelal kwamen echter ook andere goden aan bod, zodat de Purana's nog niet als sektarisch bestempeld kunnen worden.
|                    | Brahmaanse orthodoxie                               | Bhakti                                                  |
| ------------------ | --------------------------------------------------- | ------------------------------------------------------- |
| Nadruk             | Moksha door volgen van religieuze en sociale normen | Bevrijding door de innige band met de godheid           |
| Toewijding         | Algemeen                                            | Specifieke god                                          |
| Deelname aan groep | Geboorte bepaalt sociale klasse                     | Vrijwillig, bepaald door devotie                        |
| Taal               | Sanskriet is de heilige taal                        | Belangrijke delen van de verering zijn in de moedertaal |

Gaandeweg ontstonden echter steeds meer sektarische bewegingen, veelal beïnvloed door tantra. Terwijl de eerste aanzet daartoe vanuit het noorden kwam, ontstond de bhakti-beweging in het zuiden om vervolgens ook in het noorden aanhang te krijgen. Deze reformatie werd in gang gezet door dichter-heiligen die zo de invloed van het boeddhisme en jaïnisme in het zuiden wisten te verminderen. De 63 Nayanars hingen Shiva aan, terwijl de 12 Alvars Vishnu vereerden, daarbij voortbordurend op de traditie van de Tamil-literatuur. Sekten als het lingayatisme zetten zich daarbij af tegen het brahmanisme, terwijl de noordelijke tak van het sri vaishnavisme daar juist een positieve waardering voor had. Los van deze waardering betekende de bhakti-beweging echter dat de brahmaanse ideeën over sociale hiërarchie van minder belang werden binnen de sekten, waar de goeroe een centrale rol innam.
Onder de Gupta's waren al veel tempels opgericht en hoewel deze veelal vanuit een vedische basis werden opgezet, gingen veel bhakta-rituelen daar juist tegenin. Het smartisme ontwikkelde als reactie de verering van vijf heiligdommen (pancayatanapuja), waarbij Shiva, Vishnu, Surya, Ganesh en Shakti gekozen konden worden als ishta-devata. Alle moerti's zouden iconen zijn van Brahman, wat mogelijk een concept van Shankara was. Hij bracht met advaita vedanta opnieuw moksha onder de aandacht, iets wat op de achtergrond was geraakt in de tempelverering. Zijn pogingen om het brahmanisme te verenigen, waren ook gericht tegen de boeddhistische en jaïnische invloed. Een nieuwe ontwikkeling die door Shankara in gang werd gezet, was de oprichting van matha's, een soort kloosters. De nodige sekten gingen daar ook toe over, soms naast tempels, soms in plaats daarvan. Het succes van advaita vedanta had een consoliderende invloed op de versplinterde bhakti-beweging, aangezien deze zich teweerstelde tegen het idee van een Shankara dat elke godheid niet meer is dan de hoogste vorm van maya, de sluier van illusies. Het waren vooral Ramanuja en Madhva die stelling namen tegen Shankara. In het noorden ontwikkelde zich het Kasjmir-shaivisme.:20-34
Door Mahmud van Ghazni vonden vanaf 1001 de eerste islamitische invallen in India plaats. In 1206 werd in het noorden het Sultanaat van Delhi gevestigd en in het zuiden in de veertiende eeuw het Bahmanidenrijk. Uiteindelijk werd vrijwel geheel India in 1526 verenigd in het Mogolrijk. De bekeringsdrang bleef echter beperkt en veelal werden bestaande lokale structuren intact gelaten zolang er tribuut werd afgedragen en militaire ondersteuning geleverd. Het versterkte de vorming van sekten, waaronder ook het sikhisme, en binnen het brahmanisme zette het zelfs conservatieve tendens in gang en een historisering die het hindoenationalisme voorafging. Zo schreven Tukaram en Samarth Ramdas werken die het verleden verheerlijkten. Onder de Britten ontstond onder invloed van de islam en het christendom onder meer het Brahmo Samaj dat zaken afwees als geschriften als autoriteit, afgoderij en de beperkingen van de varna's en de jati's. Daar stond tegenover dat het Indische kastenstelsel in Brits-Indië een nog meer rigide vorm verkreeg. Arya Samaj zag de Veda's juist als de ware kennis en wees de epossen en Purana's af. Dichter bij het traditionele hindoeïsme stond de Ramakrishna Mission en met Vivekananda stond dit aan de wieg van neo-vedanta. Hoewel deze hindoehervormingsbewegingen slechts een geringe religieuze aanhang kregen, beïnvloedde deze de publieke opinie in het Westen in sterke mate.
Uit alle sekten groeiden het vaishnavisme, het shaivisme, het shaktisme en het smartisme uit tot de vier hoofdstromingen van het hindoeïsme, waarbij het smartisme het dichtst bij het brahmanisme bleef. Meer dan als religie bleef het brahmanisme echter van belang als sociopolitiek systeem waarin de brahmanen een prominente rol binnen de samenleving innamen.